# Kinesígraf
El Kinesígraf és una invenció de Wordsworth Donisthorpe (1847 – 1914) precedent al cinema sonor, que consisteix en un sistema en el qual es projectaven imatges fixes patentat l'any 1876. El kinesígraf prenia entre 6 i 8 imatges per segon, mentre que la posterior invenció de Thomas Edison era capaç de captar-ne 46 per segon.

## Objectius i Funcionament
Aquesta creació indica el propòsit de combinar imatge amb so per tal d'aconseguir que l'espectador es trobés realment en presència d'allò que hagués estat filmat i, a la vegada, oferir la possibilitat que les imatges fossin acompanyades de la música i els efectes sonors apropiats per cada moment de la filmació.
Per exemple, si el kinesígraf projectava imatges d'un discurs polític, s'acompanyava de la gravació sonora del mateix discurs mitjançant un fonògraf. La combinació d'ambdues invencions proporcionava efecte de realitat a l'espectador, que observava les imatges fusionades amb els sons corresponents.
En la patent del kinesígraf l'any 1876, Donisthorpe va estipular que l'objectiu de la invenció era facilitar la presa d'una successió d'imatges fotogràfiques a intervals de temps iguals per tal de poder "registrar els canvis que es produeixen o el moviment de l'objecte en la fotografia".
Donisthorpe també va pretendre amb la invenció del kinesígraf que es poguessin registrar canvis en el moviment "mitjançant una successió d'imatges que es prenen de qualsevol objecte en moviment que provocaven la visió de l'objecte en moviment continu, tal com apareix quan es fotografia".

## Invencions posteriors
L'any 1887, William Friese-Greene va començar a experimentar amb l'objectiu de sincronitzar un fonògraf amb imatges en moviment. No obstant, tots aquests intents inicials no van arribar a tenir repercussió industrial a gran escala. Els sistemes efectius de so cinematogràfic no arribarien fins més endavant, en països com Alemanya i França.
L'any 1906, Alemanya es va utilitzar el sistema Biofònic de Oskar Messter que va intentar reproduir la pel·lícula sonora "La Foret Verte" (1919). També va aparèixer el syncroscop de Carl Laemmle, que es va començar a utilitzar l'any 1907 als Estats Units, concretament en la productora Paramount Pictures, i el seu ús es va estendre per Alemanya, on va ser utilitzat en algunes pel·lícules curtes.
Per altra banda, a França va destacar el sistema d'Auguste Baron o el dels investigadors Berthon, Dussaud i Jaubert, que van arribar a unir fins a dotze fonògrafs sincronitzats per tal que varies persones poguessin donar lloc a una projecció sonora amb auriculars mitjançant un sistema anomenat Fonorama el 1899. Aquest esdeveniment va propulsar que, un any més tard, en l'Exposició Universal de París del 1900 es presentés el Fono-cinerama-teatre dirigit per Vignault i Maurice, que permetia escoltar i veure a cèlebres actrius del moment com Sarah Bernhardt. La major part d'aquest sistemes es basaven en l'ús d'un fonògraf o un sistema semblant que fos capaç de reproduir el so.
Per concluir amb aquest apartat, citarem al propi autor Wordsworth Donisthorpe, en una reflexió on fa referència al futur i a les invencions posteriors al seu kinesígraf en The City Talking Leeds: Issue 08: "en no poder tornar sobre els nostres passos en el temps, vam decidir avançar a l'espai. Mai no podrem deslliurar-nos de nou del corrent del temps (...) Potser quan es perfeccionin el fonògraf i el kinesígraf, i algun investigador del futur hagi resolt el problema de la fotografia en color, els nostres descendents podran enganyar-se amb alguna cosa semblant a ella: però serà una closca àrida: un fantasma sense ànima i res més".